# دریای جاوه

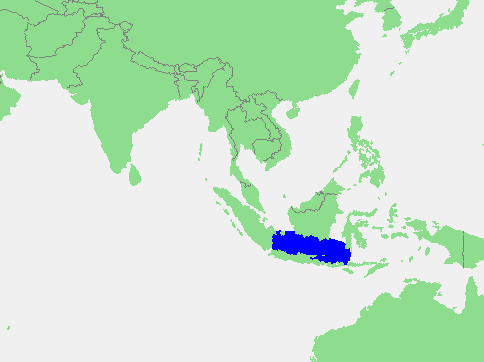
محل دریای جاوه

دریای جاوه (اندونزیایی: Laut Jawa) بخشی از آب‌های غرب اقیانوس آرام در بین جزایر جاوه و بورنئو است. کالیمانتان در شمال، انتهای جنوبی تنگه ماکاسار در شمال شرقی، دریاهای سلبس، فلورس و بالی در شرق، جزیرهٔ جاوه در جنوب، تنگه سوندا که دریای جاوه را به اقیانوس هند مرتبط می‌سازد در جنوب غربی، سوماترا در غرب و جزایر بانگکا و بلیتونگ (در جنوب دریای چین جنوبی) در شمال غربی این دریا قرار دارند. گسترهٔ شرقی-غربی دریای جاوه در حدود ۱٬۴۵۰ کیلومتر و گسترهٔ شمالی-جنوبی آن در حدود ۴۲۰ کیلومتر است و مساحت کل آن به ۴۳۳ هزار کیلومتر مربع می‌رسد. این دریا همچنین بخش جنوبی فلات سوندا با مساحتی در حدود ۱٬۷۹۰٬۰۰۰ کیلومتر مربع را پوشش می‌دهد.
دریای جاوه دریایی کم‌عمق است و متوسط ژرفای آن به ۴۶ متر می‌رسد. وجود بستری تقریباً هموار و کانال‌های زهکشی در این دریا بیانگر آن است که فلات سوندا زمانی یک محوطهٔ خشکی پایدار، خشک و با برجستگی‌های کم بوده‌است.
در فاصلهٔ ماه‌های سپتامبر تا مه جریان‌های سطحی دریای جاوه به سمت غرب گردش می‌یابد و در بقیهٔ سال این جریان‌ها به سمت شرق هدایت می‌شود. حجم عظیمی از آب‌های رودخانه‌ها به این دریا می‌ریزد و همین موضوع دلیل شوری کم آب‌های دریای جاوه‌است.
در جریان جنگ جهانی دوم این دریا شاهد رویارویی دریایی بین نیروهای متفقین و ژاپنی‌ها در ۲۷ فوریه ۱۹۴۲ بود. این نبرد که به نبرد دریای جاوه مشهور شد با شکست قوای متفقین به پایان رسید و ژاپنی‌ها روز بعد عملیات خود برای اشغال جزیرهٔ جاوه را از سر گرفتند.